# Richard Cottle

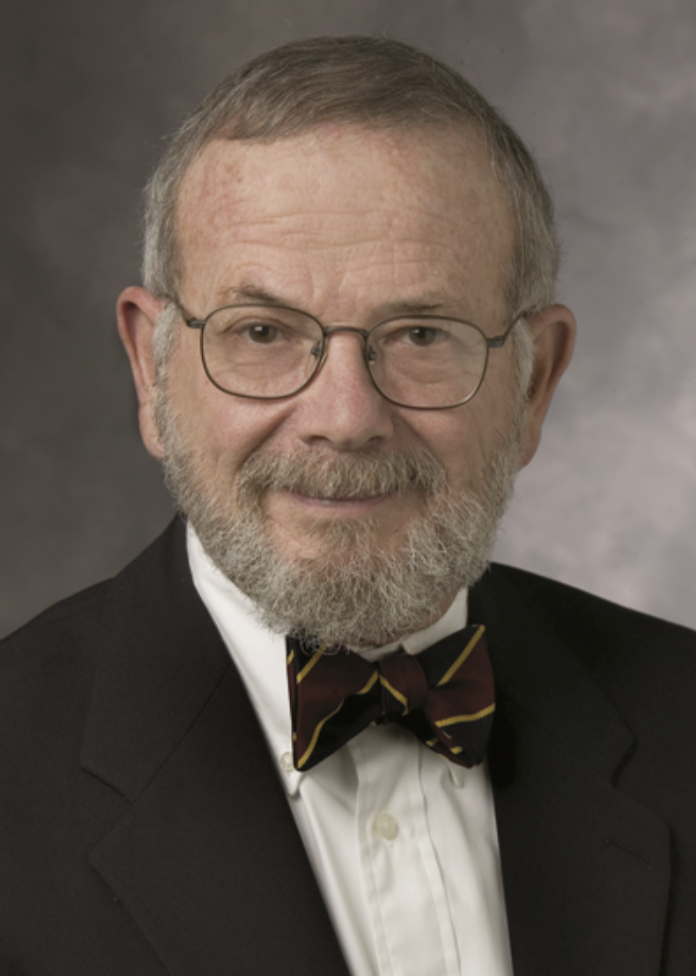
Richard Cottle, 2015

Richard Warren Cottle (* 29. Juni 1934 in Chicago, Illinois) ist ein US-amerikanischer Mathematiker, der sich mit Operations Research und Linearer Algebra befasst. Er war Professor an der Stanford University.

## Ausbildung und Karriere
Cottle studierte an der Harvard University mit dem Bachelor-Abschluss 1957 und dem Master-Abschluss 1958. Er wurde 1964 an der University of California, Berkeley bei George Dantzig promoviert (Nonlinear programming with positively bounded Jacobians).
Von 1964 bis 1966 war er an den Bell Laboratories. 1969 wurde er Associate Professor und 1973 Professor für Operations Research in Stanford. Von 1990 bis 1996 stand er der Fakultät für Operations Research vor. 1968 führte er mit George Dantzig das Lineare Komplementaritätsproblem ein.
Zu seinen Doktoranden zählt Jong-Shi Pang. Er war Arthur Anderson Distinguished Visitor an der University of Cambridge.
Er ist seit 1959 verheiratet und hat zwei Töchter und einen Sohn.

## Preise und Ehrungen
- 1994: Frederick-W.-Lanchester-Preis[3]

## Schriften
- mit Jong-Shi Pang, Richard E. Stone: The Linear Complementarity Problem, Academic Press 1992, SIAM 2009